# Dürnau (Biberach)
Dürnau è un comune tedesco di 463 abitanti situato nel land del Baden-Württemberg.